# Штефан Кислинг
Штефан Кислинг (25. јануар 1984) бивши је немачки фудбалер који је играо на позицији нападача.
Омладинску каријеру је започео у Ајнтрахт Бамбергу, да би се 2001. преселио у Нирнберг где је дебитовао као професионални играч. У Нирнбергу је провео четири сезоне, а након тога је играо у Бајер Леверкузену где је 2018. године и завршио каријеру.
За репрезентацију Немачке дебитовао је против Данске 28. марта 2007. године и одиграо укупно шест утакмица, рачунајући и мечеве на Светском првенству 2010.

## Статистика каријере

### Репрезентативна
| Немачка | Немачка  | Немачка |
| Година  | Утакмице | Голови  |
| ------- | -------- | ------- |
| 2007    | 1        | 0       |
| 2009    | 2        | 0       |
| 2010    | 3        | 0       |
| Укупно  | 6        | 0       |

## Успеси

### Клупски
Нирнберг
- Друга Бундеслига Немачке: 2003/04.

Бајер Леверкузен
- Куп Немачке: финалиста 2008/09.
- Бундеслига Немачке: финалиста 2010/11.

### Репрезентативни
Немачка
- Светско првенство: треће место 2010.[4]

### Индивидуални
- Играч месеца Бундеслиге: август 2009.
- Тим сезоне Бундеслиге: 2009/10, 2012/13.
- Најбољи стрелац Бундеслиге: 2012/13.
- Најбољи стрелац Купа Немачке: 2014/15.